# Sigewin von Are
Sigewin von Are, auch als Sigewin der Fromme bekannt († 31. Mai 1089 in Köln), war von 1078 bis 1089 Erzbischof des Erzbistums Köln.

## Leben
Sigewins Herkunft und Abstammung ist nicht geklärt.
Seit dem Jahr 1076 war er Domdekan in Köln. 1079 wurde er von König Heinrich IV. als Erzbischof von Köln bestätigt. Er unterstützte Heinrich IV. im Investiturstreit. Als Gefolgsmann Heinrichs IV. konnte er 1080 nur knapp der Schlacht bei Hohenmölsen entgehen.
1083 verkündete Sigewin als zweiter Bischof den Gottesfrieden gegen das Fehdewesen seiner Zeit. Er baute 1085 die abgebrannte Stiftskirche Maria ad gradus wieder auf, weihte sie und stattete sie mit verschiedenen Besitzungen aus. Am 30. Mai 1087 krönte er den 13-jährigen Kaisersohn Konrad in Aachen zum deutschen König.
Als einer der ersten deutschen Bischöfe hat Sigewin von Gegenpapst Clemens III. das Pallium empfangen. Möglicherweise war der Auslöser die Tatsache, dass Papst Gregor VII. den Erzbischof von Magdeburg mit der Weihe des Bischofs von Minden, einem Kölner Suffragan, beauftragte.
Sigewin starb am 31. Mai 1089 in Köln. Er wurde im Kölner Dom beigesetzt. Bereits kurz nach seinem Tod wurde ihm der Beiname der Fromme zuerkannt.